# 澳花隧道
澳花隧道是台灣宜蘭縣南澳鄉澳花村的一座公路隧道，位於台九丁線蘇花公路上，原名漢本隧道，隧道外側為原日治時期蘇花臨海道路遺跡。
澳花隧道於民國77年（1988年）3月27日興建，民國79年（1990年）7月30日竣工，原長488公尺，現長504公尺。